# Phryger
Phryger ist die griechische Bezeichnung eines indogermanischen Volkes (vgl. sprachliche Einordnung), das spätestens im 8. Jahrhundert v. Chr. in Anatolien, etwa im Zentrum Kleinasiens, ein großes Herrschaftsgebiet hatte. Die Hauptstadt war Gordion am Fluss Sangarios (dem heutigen Sakarya), etwa 80 km westlich vom heutigen Ankara, weitere urbane Zentren waren Midasstadt und Kelainai.

## Ursprung der Phryger

### Schriftquellen

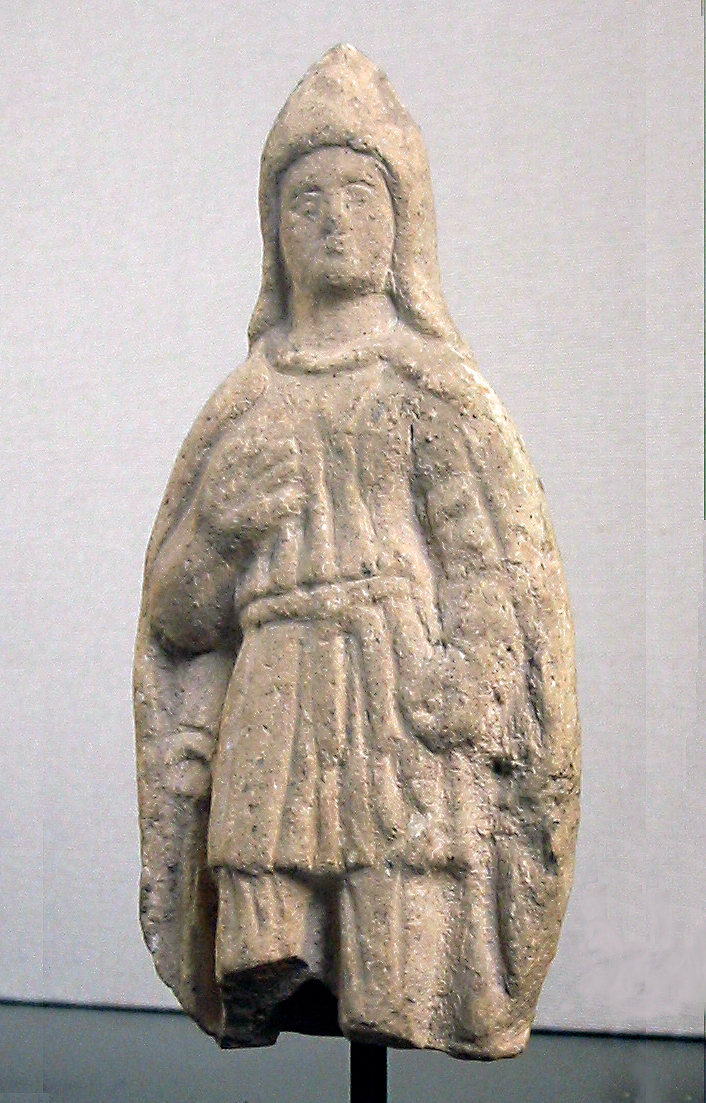
Mann in einem phrygischen Anzug aus der hellenistischen Epoche (3.–1. Jh. v. Chr.), Fundort Zypern

Homer erwähnt in der Ilias um 700 v. Chr. Phryger als Verbündete der Trojaner. Sie lebten ihm zufolge zur Zeit des Trojanischen Kriegs östlich vom Askania-See bis zum Sangarios.
In Zusammenhang mit der Frühgeschichte der Phryger sind auch die Muški/Muschki zu erwähnen, die in den Annalen von Tukulti-apil-Ešarra I. (ca. 1114–1076 v. Chr.) genannt werden. Im ersten Jahr seiner Herrschaft kämpfte er gegen Muški, die unter dem Befehl von fünf Königen standen, am oberen Euphrat-Bogen. Seinen Berichten nach hatten sich die Muški bereits fünf Jahrzehnte zuvor in Ostanatolien niedergelassen. Ob hier – wie in knapp vier Jahrhunderte späteren Quellen (s. u.) – die Muški mit den Phrygern gleichgesetzt werden können, ist allerdings sehr strittig. In diesem Fall hätten sich phrygische Elemente bereits im 12. Jahrhundert v. Chr. bis nach Ostanatolien ausgebreitet.
Die Ilias berichtet, dass in Paphlagonien, im nördlichen Anatolien, nahe dem Schwarzen Meer, der Herkunftsort der Enetoi gewesen sei, die, späteren römischen Quellen zufolge, von Antenor nach dem Trojanischen Krieg nach Norditalien geführt wurden und dort der Legende nach die Stadt Padua gegründet hätten.
Mindestens zwei antike Quellen berichten, dass die Phryger vor ihrer Auswanderung aus dem Balkan noch den Namen Bryger gehabt hätten. Julius Pokorny etymologisiert dies urindogermanisch als „aus den Bergen Hervorbrechende“. Phryger wäre also nur die Gräkisierung dieses Eigennamens. Fakt ist, dass es intensive ionisch-thrakische Wechselwirkungen gab, in deren Folge europäische Stämme nach Anatolien eingewandert, aber auch umgekehrt anatolische Stämme nach Europa eingewandert sind. Daraus eine phrygische Invasion herzuleiten, wäre aber hochgradig spekulativ, denn für rund 400 Jahre schweigen die Quellen. Aus dem Gebiet der frühen Daker stammen auch die Myser, auch als Dako-Myser in Dakien (Rumänien) bekannt.

### Archäologische Forschung

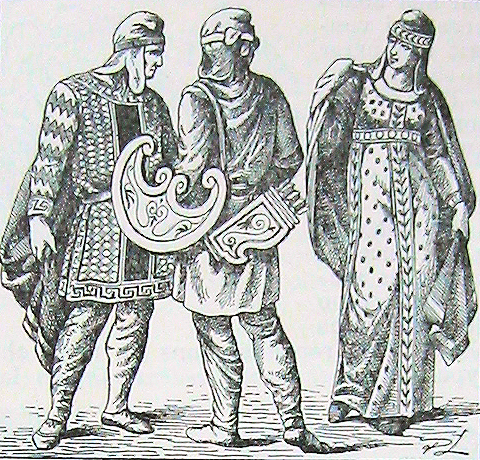
Phrygische Trachten in einer Illustration von 1894

Bis vor wenigen Jahrzehnten fehlten Funde aus der Zeit vor 750 v. Chr., die den Phrygern zuzuordnen sind, völlig. Die Frühgeschichte des Volks lag im Dunkeln.
Mittlerweile zeichnet sich ein klareres Bild ab: so ist Gordion wahrscheinlich bereits im 12. Jahrhundert v. Chr. – nur kurz nach der Aufgabe der hethitisch geprägten Stadt – wieder besiedelt worden. Die Keramik der neuen Bewohner weist teilweise starke Ähnlichkeiten zur ungefähr gleichzeitigen Buckelkeramik aus Troja, Schicht VIIb2 (12./11. Jahrhundert v. Chr.) auf. Vergleichbare Keramik findet sich häufig im Gebiet von Thrakien, Dakien, der mittleren Donau und sogar bis nach Mitteleuropa (Lausitzer Kultur). Da die Hethiter bereits Keramik mit der Töpferscheibe herstellten, ist der Ursprung der handgemachten Keramik vermutlich in Europa zu suchen. Die Schicht Troja VIIb1 wird noch durch anatolische Keramik dominiert. Wegen ihrer Bestattungsweise in Hügelgräbern wurde als Urheimat der Phryger Thrakien angenommen und die Phryger wurden als thrakische Stämme angesehen.
Ein anderer Keramik-Typus in Gordion aus jener Zeit gilt als Vorläufer der sogenannten phrygischen polierten Keramik des 8. Jahrhunderts v. Chr. Ähnliche Befunde scheinen sich mittlerweile auch für andere Orte Zentralanatoliens zu ergeben (zum Beispiel Ḫattuša, Kaman-Kalehöyük). Damit ist durch Keramikfunde belegt, dass sich im 12. Jahrhundert v. Chr. Menschen in Zentralanatolien (vor allem auch in Gordion) niederließen, die Keramik in nordwestanatolischer (Gebiet von Troja) Tradition anfertigten. Im Laufe der nächsten Jahrhunderte entwickelte sich – wohl auch durch Vermischung mit anatolischen Elementen – das, was als phrygische Kultur bezeichnet wird, deren Träger spätestens im 8. Jahrhundert ein Großreich beherrschten. Die Neuankömmlinge errichteten Grubenbauten sowie Gebäude in Fachwerkbauweise. Diese ist für die Architektur Gordions in späterer Zeit charakteristisch. Die eingetieften Bauten und die vergesellschaftete grobe Keramik lassen sich schwer zuordnen. Möglicherweise stehen sie in altanatolischer Tradition.
Da in Gordion zu Beginn der Eisenzeit offenbar kulturell verschiedene Elemente siedelten, wird angenommen, dass die historisch fassbaren Phryger und deren Kultur aus einer Verschmelzung verschiedener Bevölkerungsgruppen hervorgegangen sind.

## Phrygisches Großreich
Nach griechischen und assyrischen Quellen muss das Phrygerreich in der zweiten Hälfte des 8. Jahrhunderts v. Chr. von großer Bedeutung gewesen sein. Legendär sind mehrere Könige mit den Namen Gordios und Midas in griechischen Schriften. Der historische Midas von Phrygien ist aus griechischen Quellen gut bekannt. Er heiratete eine Griechin und spendete in Delphi einen kostbaren Thron. In assyrischen Annalen taucht erstmals 738 v. Chr. ein gewisser Mita von Muschki auf. Eine Gleichsetzung mit Midas von Phrygien wird – im Gegensatz zu den Muški zur Zeit Tukulti-apil-Ešarra I. (siehe oben) – allgemein akzeptiert. In den Annalen Šarru-kīns II. (ca. 722–705) ist Mita an verschiedenen Stellen erwähnt. Zwar wurde er letztlich tributpflichtig, bemerkenswert ist jedoch die Tatsache, dass das Phrygerreich sowohl geographisch (Ostanatolien) in den Blickpunkt der Assyrer geriet, als auch, dass Mita als bedeutender Herrscher und Taktierer galt. Man kann daher berechtigterweise von einem phrygischen Großreich sprechen.
Gegen Ende des 8. Jahrhunderts fielen die Kimmerer aus dem nordöstlichen Schwarzmeergebiet über den Kaukasus in Kleinasien ein. Zunächst bedrängten sie das Urartäische Reich. Dann wandten sie sich gen Westen und griffen das Phrygerreich an. 696 oder 675/674 – neuerdings wird in der Forschung das letztere Datum favorisiert – fiel Gordion. Midas starb dabei den Freitod – der Überlieferung nach durch Trinken von Stierblut. Das Ende des Phrygischen Großreichs war besiegelt.

## Zeit nach 675 v. Chr.

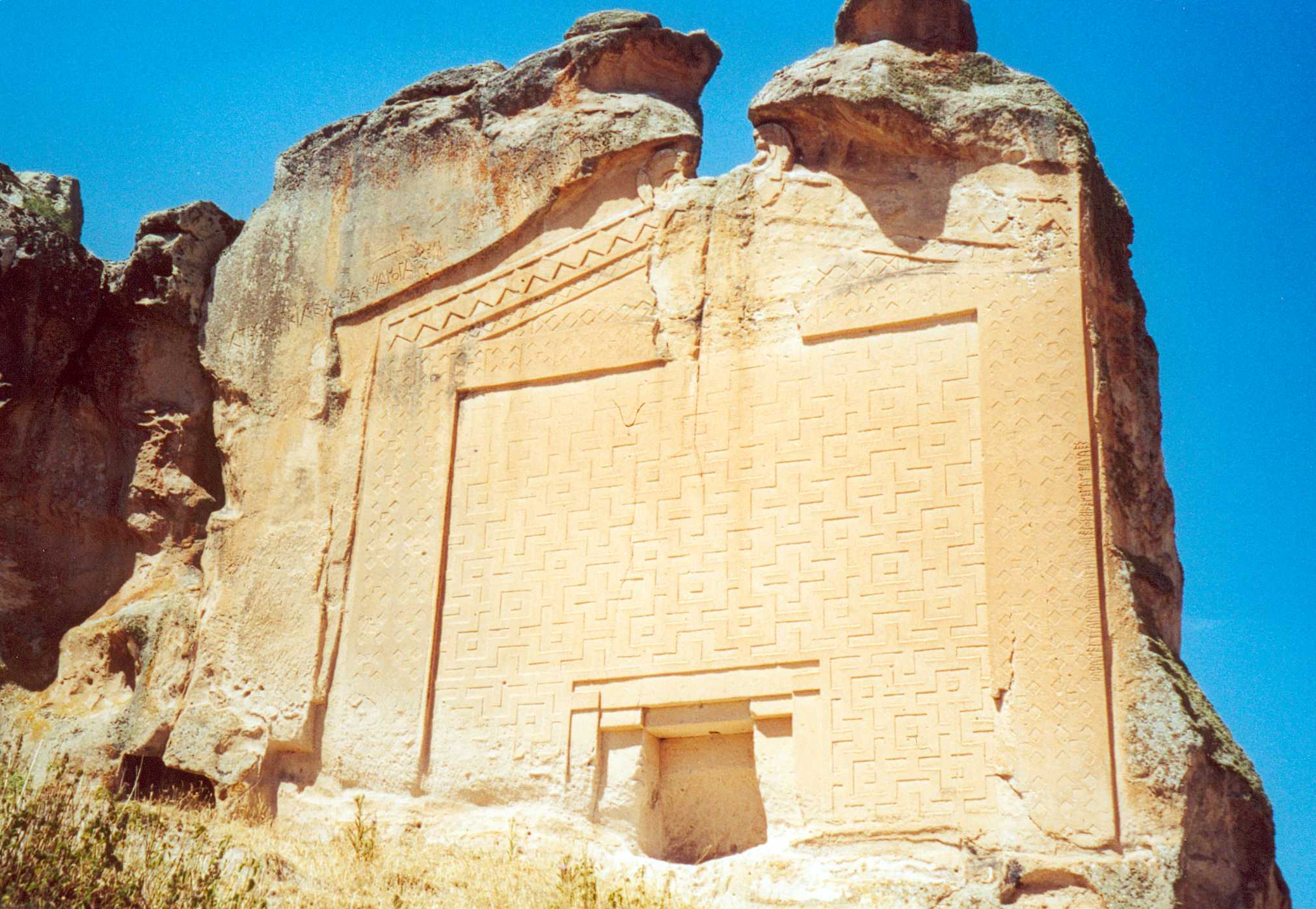
Relief in Midasstadt

Nach der Eroberung Gordions existierten sehr wahrscheinlich phrygische Fürstentümer. Indizien dafür sind zahlreiche phrygische Monumente, Felsenreliefs und Heiligtümer aus dem 7./6. Jahrhundert v. Chr. Beeindruckende Zeugnisse finden sich unter anderem in Midasstadt in der westanatolischen Hochebene. Auch die phrygische Kunst lebt ohne erkennbaren Bruch weiter. Über die damaligen machtpolitischen Verhältnisse in Kleinasien sind wir ausgesprochen schlecht informiert. Die Kimmerer waren zwar bis Ende des 7. Jahrhunderts in Kleinasien, haben aber vermutlich keinen zusammenhängenden Staat gebildet. Ab der zweiten Hälfte des siebten Jahrhunderts begann das Reich der Lyder zu expandieren. Ob die phrygischen Staaten dabei unter lydische Vorherrschaft kamen oder teilweise autonom blieben, ist nicht klar. 585 v. Chr. fiel das ganze Gebiet östlich des Halys an die Meder und 546 v. Chr. wurde ganz Phrygien von den Persern erobert, was aber nicht das Ende der phrygischen Kultur bedeutet. Die phrygische Sprache lässt sich noch bis ins 5. nachchristliche Jahrhundert nachweisen.

## Phrygische Kultur

### Architektur

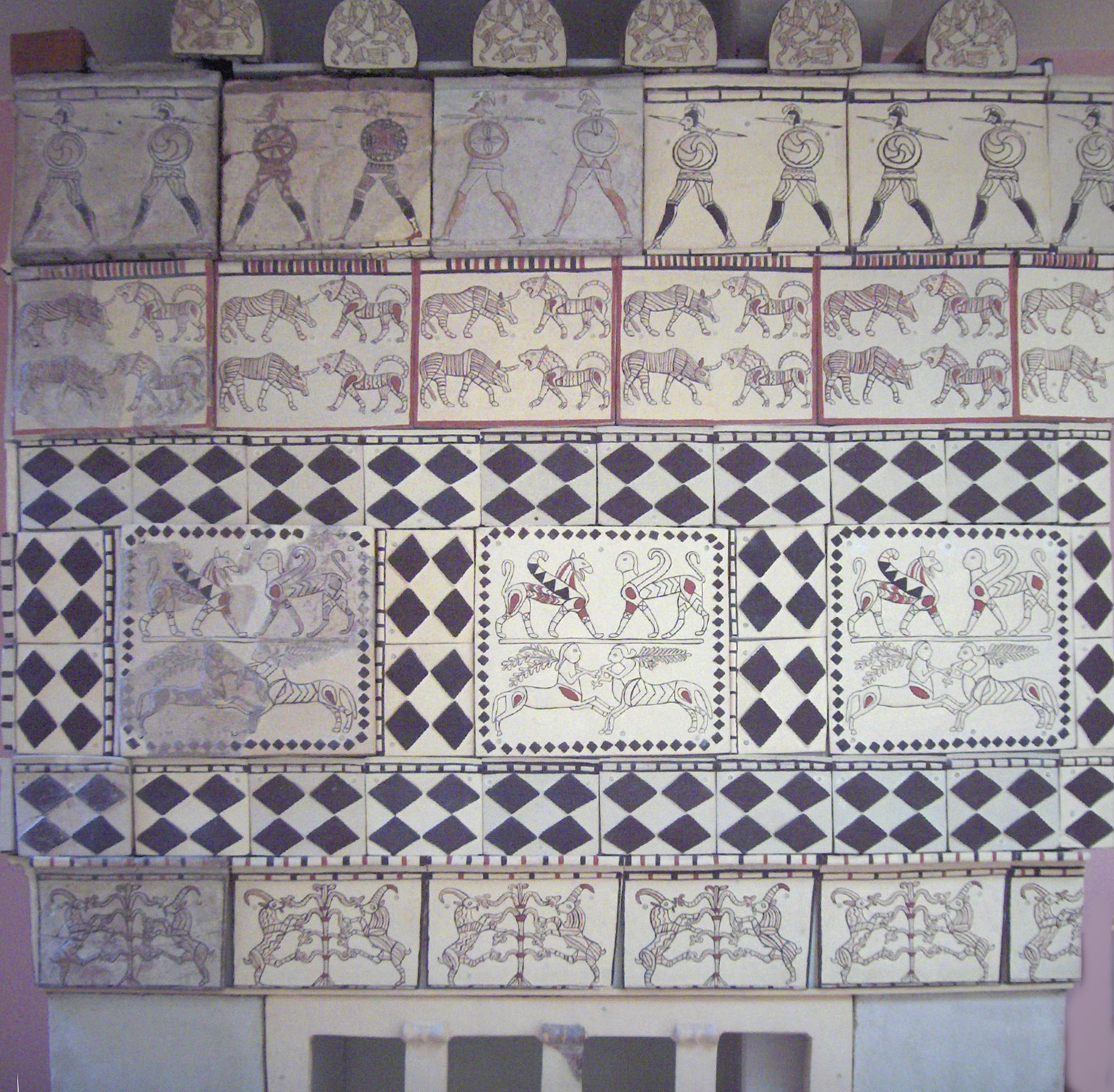
Terrakottaplatten von Pazarli

Die teils mehrstöckigen Gebäude des 8./7. Jahrhunderts v. Chr. in der Oberstadt von Gordion waren zumeist in Megaron-Form gebaut. Charakteristisch ist eine Ständerbauweise der Gebäude sowie der Stadtmauer, die als phrygische Fachwerkbauweise bezeichnet wird. Die Fassaden waren teilweise oder vollständig mit bemalten Terrakottaplatten verkleidet, von denen einige in Pazarli gefunden wurden und heute im Museum für anatolische Zivilisationen ausgestellt sind. Auffallend ist die häufige Darstellung von Satteldachkonstruktionen mit Firstständern bei phrygischen Felsheiligtümern und Kultnischen; sie scheinen eine Besonderheit der phrygischen Haus- oder Tempelbauten gewesen zu sein.

### Bestattungssitten

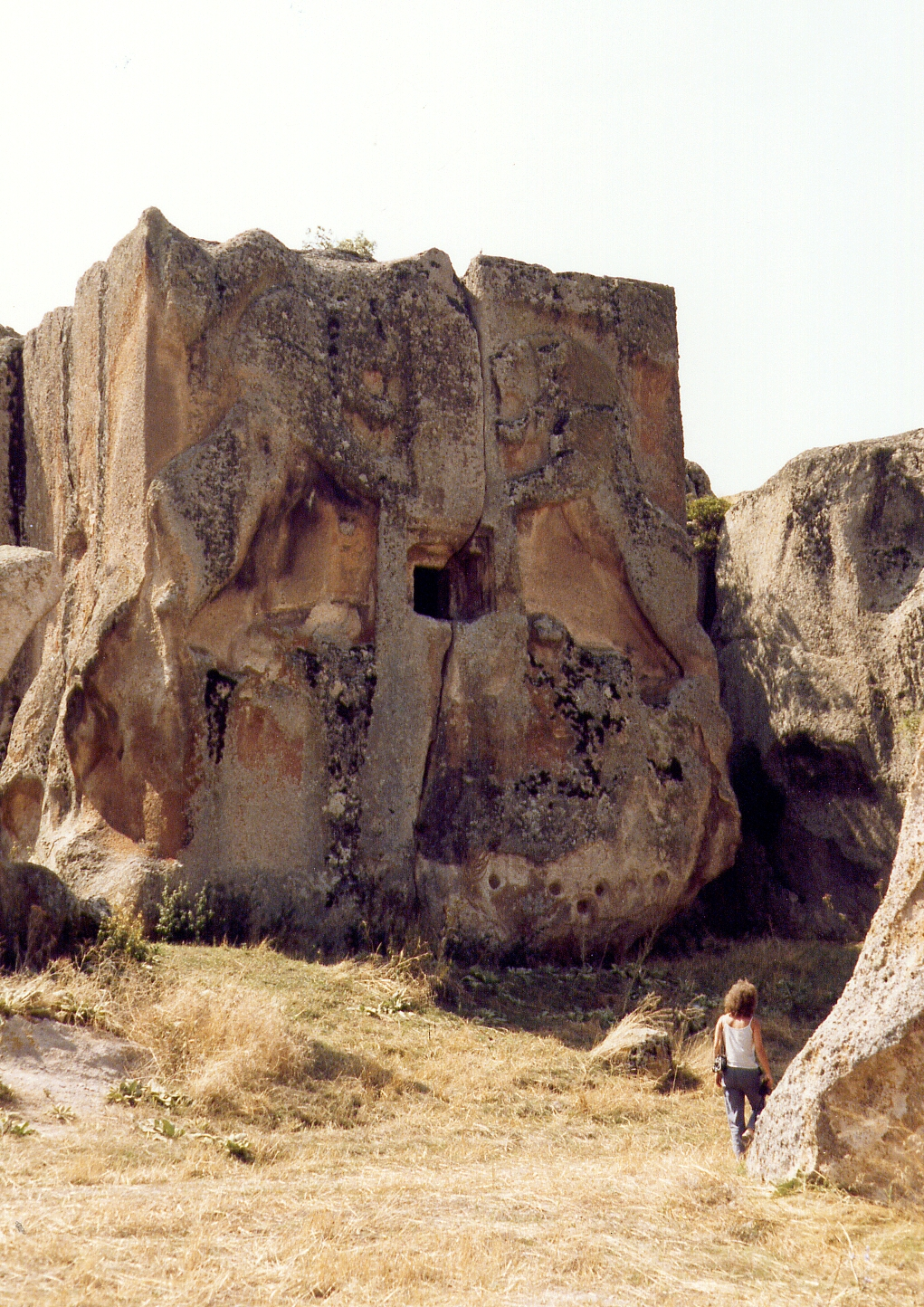
Felskammergrab Aslantaş

In der Gegend um Gordion wurden Reste von Tumuli mit Holzgrabkammern gefunden, die teils sehr reich ausgestattet waren. Der bedeutendste Tumulus gilt als Midas-Grab. In ihm wurden sterbliche Reste eines 60- bis 70-jährigen Mannes gefunden. Es könnte sich tatsächlich um das Grab des bekanntesten Phrygers handeln. Das späteste, bautechnisch der phrygischen Tumulus-Tradition zuzuweisende Grab fand sich bei Tatarlı, unweit von Kelainai. Es war vollständig bemalt und zeigt bereits deutliche persische Einflüsse in der Ikonographie. Viele Metallgegenstände aus den Gräbern, oft kostbar gearbeitet, zeugen einerseits vom Reichtum der Phryger, andererseits vom regen Handel mit den Metallzentren, vor allem über das Urartäische Reich. In der Kunst entstand aus der Vermengung von urartäischen, iranischen und hethitischen Einflüssen ein eigener phrygischer Stil. Imposant ist eine Reihe reich verzierter Felsendenkmäler (siehe Arslankaya oder Maltaş), darunter auch Kammergräber (Aslantaş und Yılantaş) im sogenannten Phrygischen Tal, nahe Midasstadt.

### Keramik
Die bemalte Keramik zeigt deutlich griechische Einflüsse. Neben geometrischen Verzierungen waren Tiermotive sehr beliebt. Die Phryger verwendeten in Inschriften ein Alphabet, das sehr wahrscheinlich auf dem griechischen Alphabet aufgebaut ist.

### Religion
In der Religion nahm Kybele eine herausragende Stellung ein. Wichtigstes Kulturzentrum war Pessinus (130 km südwestlich von Ankara) mit dem Kybele-Heiligtum. Die Galater übernahmen im 3. Jahrhundert v. Chr. die Verwaltung in Pessinus. Über Pergamon gelangte der Kybele-Kult durch Überbringung des schwarzen Meteoriten als Symbol (siehe auch Steinkult) der Göttin nach Rom. Später wurde Kybele als Magna Mater im Römischen Reich verehrt. Manche sprechen von einem phrygischen Ursprung des Adonismythos.